# 미르체아 제오아너

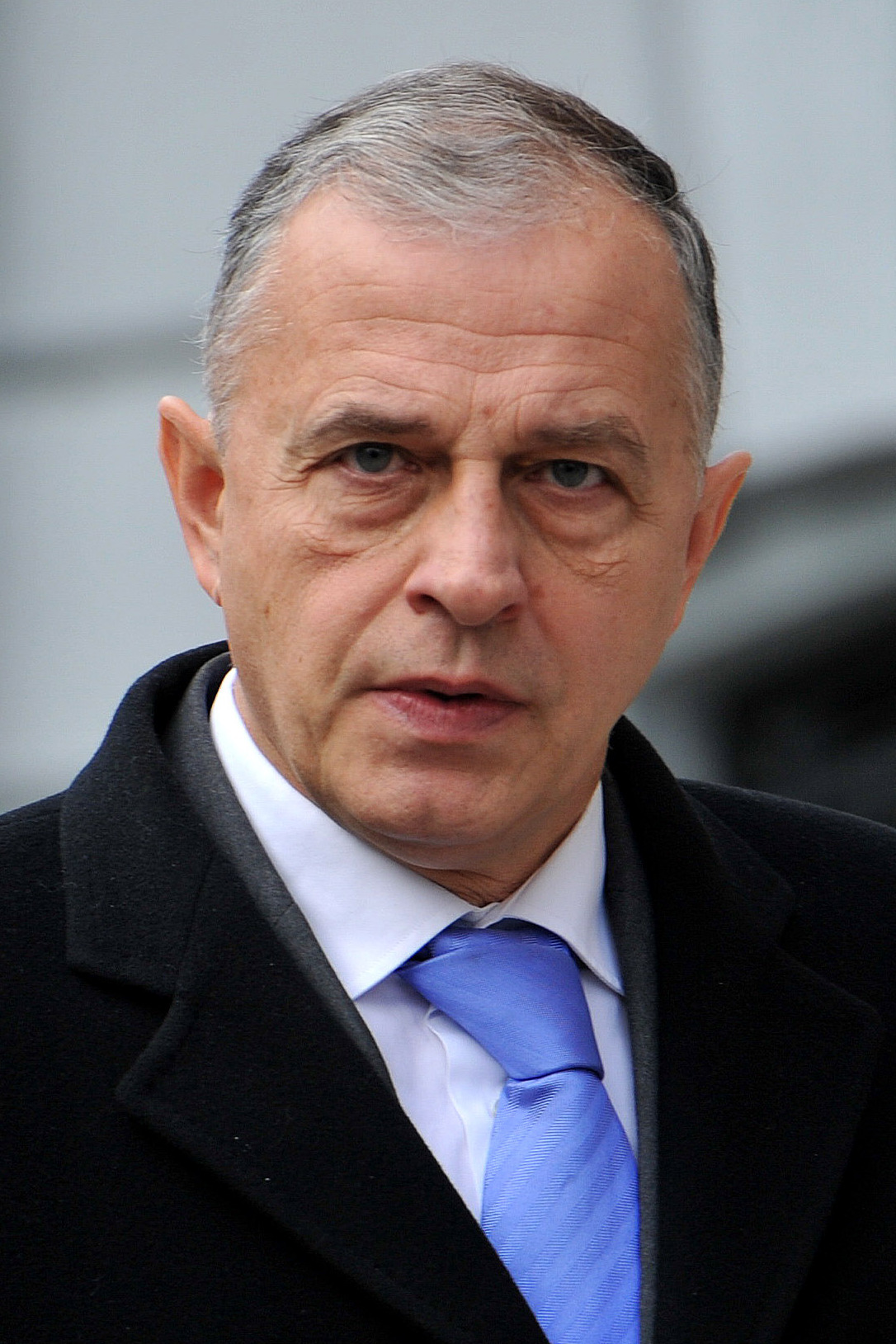
미르체아 제오아너

미르체아 제오아너(루마니아어: Mircea Geoană, 1958년 7월 14일 부쿠레슈티 ~ )는 루마니아의 정치인, 외교관이다.
1996년부터 2000년까지 미국 주재 루마니아 대사를 역임했으며 2000년 12월 28일부터 2004년 12월 28일까지 루마니아 외무부 장관을 역임했다. 2008년 12월 19일부터 2011년 11월 23일까지 루마니아의 상원인 루마니아 원로원 의장을 역임했다.

## 역대 선거 결과
| 선거명      | 직책명            | 대수 | 정당       | 1차 득표율 | 1차 득표수  | 2차 득표율 | 2차 득표수  | 결과 | 당락 |
| ----------- | ----------------- | ---- | ---------- | ---------- | ----------- | ---------- | ----------- | ---- | ---- |
| 2004년 선거 | 부쿠레슈티 시장   | 81대 | 사회민주당 | 29.74%     | 225,774표   |            |             | 2위  | 낙선 |
| 2009년 선거 | 루마니아의 대통령 | 5대  | 사회민주당 | 31.15%     | 3,027,838표 | 49.67%     | 5,205,760표 | 2위  | 낙선 |